# Senior enlisted advisor to the chairman
Sottufficiale decano consigliere del capo dello stato maggiore congiunto (inglese: Senior enlisted advisor to the chairman del Joint Chiefs of Staff, in sigla: SEAC) è una posizione militare all'interno del Dipartimento della difesa degli Stati Uniti d'America ed è il più anziano sottufficiale in assoluto nelle forze armate degli Stati Uniti. 

## Descrizione
Il SEAC è nominato dal Capo di Stato Maggiore Congiunto per fungere da portavoce per affrontare le questioni del personale arruolato alle più alte cariche del Dipartimento della Difesa. In quanto tale,  è il Sottufficiale consigliere del Capo dello stato maggiore congiunto e, a richiesta, anche del Segretario della Difesa. La durata normale dell'incarico è di quattro anni, in concomitanza con il mandato del Capo di Stato Maggiore Congiunto. Il primo sottufficiale a ricoprire questo incarico è stato William Gainey sergente maggiore dell'Esercito. L'attuale SEAC è Troy E. Black, sottufficiale dei Marines che ha assunto l'incarico il 3 novembre 2023.
Vi sono poi i SEAC di Forza armata (U.S. Army, United States Marine Corps, United States Navy, United States Air Force, United States Space Force, United States Coast Guard).

## Compiti
Nell'adempimento dei suoi compiti, il SEAC dovrebbe fungere da collegamento tra i consiglieri sottufficiali (SEA) delle singole forze armate e il Comando dello stato maggiore congiunto. Il SEAC assicura anche il dialogo con i consiglieri sottufficiali delle forze armate (USA, USAF, USMC, USN) su questioni relative al personale e a tal fine, organizza riunioni periodiche. Il SEAC ha un livello americano E-9 corrispondente a OR-9 NATO ed è su un piano di parità con i SEA delle forze armate.
Il compito principale è consigliare il  Capo dello stato maggiore congiunto su tutte le questioni relative alle operazioni congiunte, all'integrazione delle singole delegazioni in grandi gruppi, al loro uso e sviluppo. Inoltre, si occupa dello sviluppo di contenuti formativi per sottufficiali che sono impiegati in posizioni di alto livello.
Nelle aree operative è anche suo compito identificare e influenzare i fattori che influenzano il morale e il benessere del personale e risponde alle domande del Congresso degli Stati Uniti e tratta a tutti i livelli con i membri del governo.
Il Capo di Stato Maggiore può anche nominare il SEAC a vari membri del personale consultivo o a comitati che si occupano, ad esempio, di aspetti di moralità, benessere, al fine di occuparsi degli affari dei sottufficiali nelle grandi associazioni rappresentare.